# Terremoto de Kumamoto de 2016
Los terremotos de Kumamoto de 2016 fueron una serie de terremotos, incluido un sismo principal de magnitud 7,0 que se produjo a las 01:25 hora estándar de Japón el 16 de abril de 2016 debajo de la ciudad de Kumamoto de la prefectura de Kumamoto en la región de Kyushu, Japón, a una profundidad de unos 10 kilómetros, y un terremoto de premonición con una magnitud de 6,2 a las 21:26, hora estándar de Japón, el 14 de abril de 2016, a una profundidad de unos 11 kilómetros.
En total, los dos terremotos mataron a 273 personas e hirieron a otras 2.809, la mayoría de ellas de forma indirecta. Se produjeron graves daños en las prefecturas de Kumamoto y Ōita, y numerosas estructuras se derrumbaron y se incendiaron. Más de 44.000 personas fueron evacuadas de sus hogares a causa del desastre.

## Terremoto del 14 de abril
Aunque el epicentro del terremoto se produjo a 12 kilómetros al norte-noroeste del centro de la ciudad de Kumamoto, la zona más afectada fue en el suburbio oriental de Mashiki, donde ocho de las nueve víctimas del terremoto perecieron. El terremoto midió 6,2 Mw, 7 grados en la escala de Shindo y VIII en la escala de Mercalli. En las horas que siguieron hubo al menos 11 réplicas de al menos 4.5 grados de magnitud, uno de los cuales era de 6 grados; más de 140 réplicas fueron registradas en dos días. El terremoto se sintió fuertemente al norte en Shimonoseki en Honshu, y al sur en Kirishima, Kagoshima.
Al menos nueve personas perdieron la vida, 860 heridos de los cuales 53 están graves. Se han producido más de 129 réplicas registradas, 15 de las cuales se han registrado por encima de M3. El Castillo Kumamoto sufrió daños en sus paredes exteriores y el techo a causa del terremoto y sus réplicas. El shachihoko del castillo fue destruido. Numerosas estructuras colapsaron o agarraron fuego como resultado del terremoto. Numerosos deslaves se llevaron a cabo en las montañas de Kyushu, dejando las carreteras intransitables. Un hospital con 500 camas en Kumamoto colapsó en gran medida, forzando la evacuación de todos sus pacientes. Una fuga de gas natural apuntó a Saibu Gas a apagar los suministros a múltiples casas en Kumamoto.
El sismo se sintió con fuerza el extremo norte de Shimonoseki en Honshu, y el extremo sur de Kirishima, Kagoshima. Es el primer terremoto sentido en la isla de Kyushu registrado de magnitud 7 en la escala de intensidad sísmica de la Agencia Meteorológica de Japón.
Para el 16 de abril, más de 44 000 personas fueron evacuadas de las áreas más afectadas. El servicio del Kyushu Shinkansen fue suspendido después de que un tren se descarriló debido al terremoto. El primer ministro, Shinzō Abe movilizó a 3000 personas de las Fuerzas de Autodefensa de Japón para asistir a las autoridades locales con tareas de búsqueda, rescate y recuperación.
Sin embargo, pese a la magnitud y envergadura de este terremoto, un sismo aún peor estaba por venir.

## Terremoto del 16 de abril

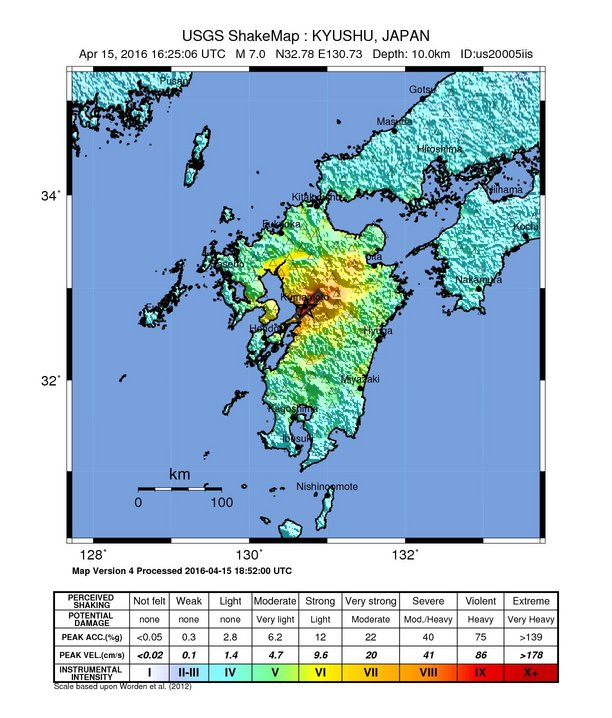
Mapa de intensidad sísmica para el terremoto de 16 de abril por el Servicio Geológico de los Estados Unidos, una intensidad máxima en la Escala sismológica de Mercalli de IX fue observada en el este de la ciudad de Kumamoto.

A la 1:25 JST (16:25 UTC, 15 de abril), un terremoto de magnitud 7,0 al norte de Kumamoto, en la isla de Kyushu en el suroeste de Japón, ocurrió como resultado de una falla de desgarre a poca profundidad. Daño significante ocurrió en áreas recuperándose del terremoto de 14 de abril, con significantes temblores fuertes siendo detectados hasta el este de Beppu, Ōita. Una alarma de tsunami fue emitida por áreas a lo largo del mar de Ariake y el mar de Yatsushiro, con una altura de la ola prevista de 0,2 a 1 m (0,66 a 3,28 ft). Alrededor de las 8:30 JST, Monte Aso vio una erupción de pequeña escala con cenizas siendo lanzadas hasta 100 m (330 ft) en el aire; no está claro si está relacionado con el terremoto o no.
Al menos 32 personas murieron y más de 880 resultaron heridas. La policía recibió más de 300 llamadas en Kumamoto y 100 de Oita por residentes buscando ayuda; muchos involucrando personas atrapadas bajo los escombros. Unos 1600 soldados adicionales de las Fuerzas de Autodefensa de Japón se unieron a los esfuerzos de ayuda después del terremoto. La ciudad entera de Kumamoto se quedó sin agua. Todos los residentes de Nishihara, Kumamoto, fueron evacuadas por temor de que una represa cercana colapsara.

## Etiología
Kumamoto se encuentra en el extremo sur de la Línea Tectónica Media Japonesa, la más grande de Japón, donde se parte en dos.